# Ryujin (cantante)
Shin Ryu-jin (hangul: 신류진; Gwangjin-gu, 17 de abril de 2001), conocida simplemente como Ryujin es una cantante, rapera, bailarina y actriz surcoreana. Se la conoce popularmente por formar parte de Itzy, un grupo femenino surcoreano de K-pop formado por JYP Entertainment en 2019.

## Biografía
Ryujin nació en Gwangjin-gu, Seúl, Corea del Sur el 17 de abril de 2001. Su familia está formada por sus padres y su hermano mayor. Estudió en Hanlim Multi Art School en el departamento de danza, donde se graduó en febrero de 2020, junto a Chaeryeong.

## Carrera

### 2015-presente: Inicio de carrera
Ryujin fue reclutada durante un concierto de Got7 por un miembro del equipo de JYP Entertainment, quien inmediatamente le pidió su número de teléfono. Se unió a JYP en 2015 y entrenó durante cuatro años antes de debutar en Itzy. Posteriormente, el CEO de YG Entertainment le pidió que firmara un contrato con la empresa, pero ella se negó.
En 2017, Ryujin realizó una corta aparición en la película surcoreana The King y en agosto participó en el videoclip de BTS «Love Yourself Highlight Reel», en el que bailó junto a J-Hope y Jimin. En octubre del mismo año, Ryujin audicionó para el programa de supervivencia Mix Nine. Después de pasar la audición, ocupó el primer lugar en el equipo femenino hasta el episodio final, pero fue eliminada cuando el equipo masculino ganó contra el equipo contrario y, por lo tanto, no pudo debutar. En el mismo mes, participó en el programa de Mnet, Stray Kids, junto a Yuna, Chaeryeong y Yeji.
El 20 de enero de 2019, fue revelada, junto con sus compañeras, como miembro de Itzy. Debutó el 12 de febrero de ese año con el sencillo «Dalla Dalla».
El 29 de julio del 2022, Ryujin junto con su compañera Yeji lanzan el remix de "Break My Heart Myself", tema de la cantante estadounidense de origen albanés Bleta Rexha, más conocida como Bebe Rexha, y del baterista de punk rock estadounidense, actualmente miembro de Blink-182, Travis Barker

## Filmografía

### Película
| Año  | Título   | Papel | Notas | Ref.  |
| ---- | -------- | ----- | ----- | ----- |
| 2017 | The King | Jimin | Cameo | [ 5 ] |

### Programas de televisión
| Año  | Título     | Cadena | Notas                     | Ref.  |
| ---- | ---------- | ------ | ------------------------- | ----- |
| 2017 | Mix Nine   | JTBC   | Concursante               | [ 8 ] |
| 2017 | Stray Kids | Mnet   | Episodio 1 con Team Girls | [ 9 ] |

## Videografía

### Apariciones en videoclips
| Año  | Artista | Canción                        | Notas              | Ref.  |
| ---- | ------- | ------------------------------ | ------------------ | ----- |
| 2017 | BTS     | «Love Yourself Highlight Reel» | con Jimin y J-Hope | [ 6 ] |